# Фйодор Джафа
Фйодор Джафа (алб. Fjodor Xhafa; нар. 8 березня 1977, Вльора, Албанія) — албанський футболіст, виступав на позиції нападника.

## Клубна кар'єра
Вихованець «Фламуртарі». У дорослому футболі дебютував 1993 року в складі вище вказаного клубу. У 1996 році перейшов у «Бюліс» (Балш). Наступного року повернувся в «Фламуртарі». У 1999 році перебрався в «Динамо» (Тирана). Наступного року вирішив спробувати свої сили за кордоном, переїхав до Бельгії, де підписав контракт з «Монсом». У 9-ти матчах бельгійського чемпіонату відзначився 1 голом.
У 2001 році повернувся на батьківщину, де уклав договір з «Динамо». Наступного року перейшов до іншого столичного клубу, «Тирана». У 2005 році повернувся в «Динамо», але не зміг закріпитися в першій команді. У 2006 році підсилив «Фламуртарі». Напередодні старту сезону 2007/08 років потрапив до заявки «Ельбасані».
З 2010 року знову захищав кольори «Бюліса». 26 липня 2010 року 33-річний Фйодор втретє в кар'єрі погодив умови особистого контракту з «Бюліс» (Балш).
Влітку 2013 року Джафа вирішив закінчити свою кар'єру професіонального футболіста, яка тривала 20 років, й розпочавши тренерську кар'єру як помічник головного тренера «Бюліс» (Балш).

## Кар'єра в збірній
З 1999 по 2001 рік зіграв 8 матчів у футболці молодіжної збірної Албанії.
13 березня 2002 року Фйодор зіграв свій перший і останній матч за збірну Албанії, замінивши на 56-й хвилині дебютанта національної команди Дрітана Бабамусту у програному (0:4) виїзному поєдинку проти Мексики на Куалкомм Стедіум.

## Досягнення

### Клубна
«Динамо» (Тирана)
- Суперліга Албанії
  -  Чемпіон (1): 2001/02

«Тирана»
- Суперліга Албанії
  -  Чемпіон (3): 2002/03, 2003/04, 2004/05[5]
- Кубок Албанії
  -  Володар (1): 2005/06[6]
- Суперкубок Албанії
  -  Володар (3): 2002, 2003, 2005